# Black Panther (filme)
Black Panther (bra: Pantera Negra; prt: Black Panther) é um filme estadunidense de 2018, do gênero super-herói, baseado no personagem de mesmo nome da Marvel Comics, produzido pela Marvel Studios e distribuído pela Walt Disney Studios Motion Pictures, sendo o décimo oitavo filme do Universo Cinematográfico Marvel, além de ser o primeiro título solo do personagem. Dirigido por Ryan Coogler, que também contribuiu com o roteiro ao lado de Joe Robert Cole, é estrelado por Chadwick Boseman como T'Challa / Pantera Negra, Michael B. Jordan, Lupita Nyong'o, Martin Freeman, Daniel Kaluuya, Angela Bassett, Danai Gurira, Andy Serkis e Forest Whitaker. Em Black Panther, T'Challa volta à casa como rei de Wakanda, mas encontra sua soberania desafiada por um adversário de longa data em um conflito que tem consequências globais.
Wesley Snipes mencionou pela primeira vez sua intenção de trabalhar em um filme do Pantera Negra em 1992, mas o projeto acabou passando por várias alterações na década seguinte e acabou nunca se concretizando. Um filme do Pantera Negra foi anunciado como um dos dez títulos com base em quadrinhos da Marvel Comics que seria desenvolvido pela Marvel Studios e distribuído pela Paramount Pictures em setembro de 2005, com Mark Bailey contratado para escrever um roteiro em janeiro de 2011. Black Panther foi anunciado oficialmente em outubro de 2014, com Boseman aparecendo pela primeira vez em Capitão América: Guerra Civil. No final de 2015, Ryan Coogler e Joe Robert Cole entraram para a direção de Black Panther, e os membros do elenco adicionais foram anunciados a partir de maio de 2016. As filmagens ocorreram entre janeiro e abril de 2017 nos estúdios EUE/Screen Gems e Pinewood Studios, na área metropolitana de Atlanta, e em Busan, na Coreia do Sul.
A pré-estreia de Black Panther ocorreu em 29 de janeiro de 2018 no Dolby Theatre, em Hollywood. Foi lançado no Brasil e em Portugal no dia 15 de fevereiro de 2018. Estreou nos Estados Unidos em 16 de fevereiro de 2018 nos formatos convencional, 3D e IMAX. Foi aclamado pela crítica especializada, destacando-se as performances do elenco, personagens, figurino, visual, sequências de ação, trilha sonora, roteiro e direção. Os críticos o consideraram como um dos melhores filmes estabelecidos no Universo Cinematográfico Marvel, apontando seu significado cultural devido a um afro-americano liderar uma produção da Marvel Studios, além de um elenco composto majoritariamente por atores negros. No site agregador de críticas Rotten Tomatoes, possui uma avaliação de 97%, nota que o coloca como o maior filme do gênero, superando The Dark Knight e Iron Man, ambos de 2008, que acumulam 94%. Arrecadou mais de US$ 1,3 bilhão mundialmente, sendo o quinto filme do Universo Cinematográfico Marvel a passar a barreira do bilhão depois de Marvel's The Avengers, Iron Man 3, Avengers: Age of Ultron e Captain America: Civil War, tornando-se a segunda maior bilheteria de 2018, atrás apenas de Avengers: Infinity War, e o título mais rentável do ano no mercado doméstico, Estados Unidos e Canadá, ao atingir US$ 700,1 milhões. É a sexta maior abertura doméstica de todos os tempos com US$ 202 milhões, enquanto mantém a décima sexta posição no primeiro fim de semana em todo o mundo com US$ 371,4 milhões. Com US$ 242,1 milhões nos quatro primeiros dias de exibição nos Estados Unidos e Canadá, conquistou a terceira maior abertura de todos os tempos atrás apenas de Star Wars: The Force Awakens, que atingira US$ 288 milhões em 2015, e Avengers: Infinity War, que registrou US$ 282,4 milhões em 2018. Detém o título de maior arrecadação no mercado interno de para uma obra cinematográfica sobre super-herói, superando Wonder Woman, de 2017, Spider-Man, de 2002, e Deadpool, de 2016. Enquanto é o título de maior sucesso do gênero nos Estados Unidos e Canadá, mundialmente aparece em quarto lugar depois de Avengers: Infinity War, Marvel's The Avengers e Avengers: Age of Ultron. Mantém a posição décima segunda entre as maiores bilheterias da história no mercado interno. É a produção de maior êxito na bilheteria doméstica e a quarta na mundial do Universo Cinematográfico Marvel. Black Panther também conquistou o feito de ser a maior estreia da história de um diretor afro-americano, bem como a maior de um filme estrelado predominantemente por atores negros. Atualmente, é a décima nona maior bilheteria de todos os tempos.
Recebeu inúmeros prêmios e indicações, com sete indicações no Óscar 2019, incluindo Melhor Filme, com vitórias para Melhor Figurino, Melhor Trilha Sonora e Melhor Design de Produção. Black Panther foi o primeiro filme de super-herói a receber uma indicação de Melhor Filme, bem como o primeiro do MCU a ganhar um Óscar. Também recebeu três indicações no Globo de Ouro 2019, duas vitórias no Screen Actor Actor Guild de 2019 e doze indicações no 24.º Critics' Choice Movie Awards (vencedor de três), entre outros. A sequência, intitulada Black Panther: Wakanda Forever, estreou em 2022 e contou novamente com Ryan Coogler na direção e no roteiro.

## Enredo
Há milhares de anos, cinco tribos africanas guerreiam quando um meteorito contendo vibranium cai na Terra. Um guerreiro ingere uma "erva coração" afetada pelo metal e ganha habilidades sobre-humanas, tornando-se o primeiro Pantera Negra. Ele une as tribos, exceto a tribo Jabari, para formar o Reino de Wakanda. Os wakandanos usam o vibranium para desenvolver tecnologia avançada e isolar-se do mundo, que acha que o país é uma nação do Terceiro Mundo.
Em 1992, o Rei de Wakanda, T'Chaka visita seu irmão N'Jobu em Oakland, na Califórnia. T'Chaka acusa N'Jobu de auxiliar o traficante de armas Ulysses Klaw a roubar vibranium do reino wakandano. O parceiro de N'Jobu revela que ele é um espião wakandano disfarçado chamado Zuri, e confirma as suspeitas de T'Chaka.
Depois dos eventos de Capitão América: Guerra Civil e após a morte de T'Chaka, seu filho T'Challa retorna a Wakanda para assumir o trono. Ele e Okoye, a líder das guarda-costas reais Dora Milaje, extraem Nakia, ex-namorada de T'Challa, de uma missão secreta para que ela possa participar da cerimônia de coroação, com a rainha-mãe Ramonda e a irmã mais nova de T'Challa, Shuri. Na cerimônia, o líder da tribo Jabari M'Baku desafia T'Challa pela coroa no combate ritual. T'Challa derrota M'Baku e convence-o a se render em vez de morrer.
Depois que Klaw e Erik Stevens roubam um artefato de Wakanda de um museu, W'Kabi, o líder da tribo da fronteira, amigo de T'Challa e companheiro de Okoye, o pede para trazer Klaw — que havia causado muitas mortes na tribo — de volta vivo ou morto. T'Challa, Okoye e Nakia viajam para Busan, na Coreia do Sul, onde Klaw planeja vender o artefato ao agente Everett K. Ross, da CIA. Um tiroteio começa e Klaw tenta fugir, mas é pego por T'Challa, que relutantemente o deixa sob a custódia de Ross. Klaw diz a Ross que a imagem internacional de Wakanda é uma fachada para uma civilização tecnologicamente avançada. Erik ataca e salva Klaw, com Ross sendo gravemente ferido ao proteger Nakia. Em vez de perseguir Klaw, T'Challa leva Ross para Wakanda, onde a tecnologia pode salvá-lo.
Enquanto Shuri cura Ross, T'Challa confronta Zuri sobre N'Jobu. Zuri explica que N'Jobu planejava compartilhar a tecnologia de Wakanda com pessoas de ascendência africana ao redor do mundo para ajudá-los a conquistar seus opressores. Quando T'Chaka encontrou N'Jobu em Oakland e o fez admitir a verdade, ele atacou Zuri, forçando T'Chaka a matá-lo. T'Chaka ordenou a Zuri para mentir que N'Jobu tivesse desaparecido, e eles deixaram para trás o filho americano de N'Jobu, Erik, para manter a mentira. Erik tornou-se um soldado especial dos Estados Unidos, adotando o nome "Killmonger". Enquanto isso, Killmonger mata Klaw e leva seu corpo para Wakanda, e com isso conquista o apoio de W'Kabi. Ele é levado perante os líderes tribais, revelando sua identidade e reivindicando o trono. Killmonger desafia T'Challa ao combate ritual; durante a luta, ele mata Zuri e derrota T'Challa o atirando de uma cachoeira. Depois de ingerir a erva em forma de coração, Killmonger manda queimar as que restam, mas Nakia extrai uma última. Killmonger, apoiado por W'Kabi e sua tribo, se prepara para distribuir armas wakandanas para operações em todo o mundo.
Nakia, Shuri, Ramonda e Ross fogem para a tribo Jabari para pedir ajuda. Lá, eles encontram um T'Challa debilitado, após ter sido resgatado pelos Jabari e mantido vivo por M'Baku, em dívida por ter sido deixado vivo no combate ritual. Curado pela erva de Nakia, T'Challa volta a lutar contra Killmonger, que agora tem a sua própria roupa de Pantera Negra e ordena que W'Kabi e sua tribo ataquem T'Challa. Shuri, Nakia e as Dora Milaje se juntam a T'Challa, enquanto Ross controla remotamente um jato e dispara contra os aviões que carregam as armas wakandanas. M'Baku e os Jabari chegam para ajudar T'Challa. Confrontado por Okoye, W'Kabi e sua tribo se rendem. Lutando na mina de vibranium de Wakanda, T'Challa usa os estabilizadores hipermaglev do trem de mineração para desativar a roupa de Killmonger e o apunhala. Em um ato de misericórdia com seu primo, T'Challa leva Erik para ver o pôr do sol de Wakanda e oferece a possibilidade de curá-lo. Killmonger se recusa a ser curado, preferindo morrer do que ser encarcerado. No final, T'Challa estabelece um centro de ajuda humanitária no prédio onde N'Jobu morreu para ser administrado por Nakia e Shuri.
Em uma cena no meio dos créditos, T'Challa aparece diante das Nações Unidas para revelar a verdadeira natureza de Wakanda ao mundo. Na cena pós créditos, Shuri ajuda Bucky Barnes, que parece já estar recuperado dos eventos dos filmes anteriores.

## Elenco

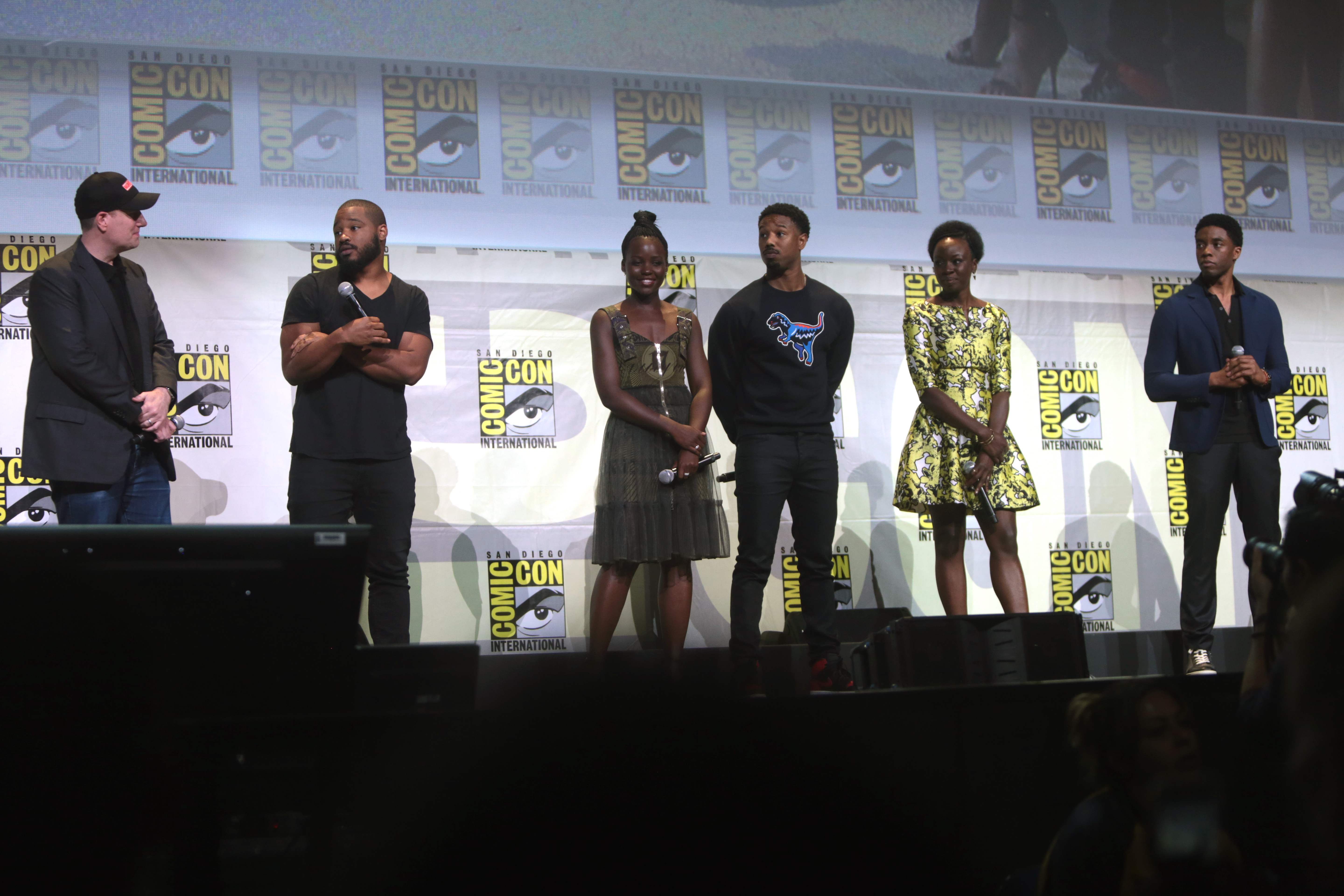
O produtor Kevin Feige, o diretor Ryan Coogler e os atores Lupita Nyong'o, Michael B. Jordan, Danai Gurira e Chadwick Boseman promovendo o filme na San Diego Comic-Con International de 2016.

- Chadwick Boseman como T'Challa / Pantera Negra:
O rei da fictícia nação africana de Wakanda.[33][34][35] O produtor Kevin Feige descreveu o personagem como "um pouco de príncipe, ele pode até tornar-se um pouco de um rei, mas é tudo sobre como esse país isolacionista de Wakanda se encontra com o mundo".[36] O roteirista Joe Robert Cole acrescentou que "depois dos acontecimentos de Capitão América: Guerra Civil e a morte de seu pai, poderemos ver outro T'Challa e ele começando a assumir o comando como rei de sua própria nação".[33] Boseman, que chamou T'Challa de um anti-herói,[37] disse que está "muito consciente da responsabilidade" e "quão importante é o papel e a posição dele" como líder da Wakanda.[38] O traje de Pantera Negra que se forma em torno de seu corpo foi inspirado por um design semelhante ao visto na série de quadrinhos do Black Panther de Ta-Nehisi Coates. Para seu sotaque wakandano, Boseman trabalhou com o mesmo treinador de dialeto que teve durante Message from the King (2016), e trabalhou com Marrese Crump para se manter em forma entre Guerra Civil e Pantera Negra.[37] Para se preparar para o papel, o ator visitou a África do Sul duas vezes; examinou Shaka Zulu, Patrice Lumumba, discursos de Nelson Mandela e canções de Fela Kuti; conversou com um babalaô iorubá, treinou dambe, capoeira de Angola, luta de bastões zulu e luta livre senegalesa,[39] e ainda fez um teste de DNA para entender melhor sua ascendência africana.[40] Boseman assinou um contrato de cinco filmes com a Marvel.[41] Ashton Tyler interpreta um jovem T'Challa.
- Michael B. Jordan como N'Jadaka / Erik "Killmonger" Stevens:
 O primo de T'Challa que quer derrubá-lo do trono.[42][43] O produtor executivo Nate Moore disse que Killmonger "tem sua própria opinião sobre como Wakanda foi executado e deveria executar" e "é uma voz de um lado diferente de Wakanda" que "coloca T'Challa em uma situação difícil".[44] As marcas tribais acidentadas e matrimoniais de Killmonger em seu peito se assemelham às cicatrizes de tatuagens das tribos Mursi e Surma.[45] Jordan observou que o penteado dreadlocks era um caminho "para permanecer fiel ao personagem original de cabelos longos, tanto quanto possível e torná-lo tão moderno quanto podíamos".[46] Jordan comparou a relação de Killmonger e T'Challa com Magneto e Professor X, dos X-Men.[46][47] Ele acrescentou que Killmonger é "muito estratégico, pensativo. Ele é muito paciente. Muito bem treinado, treinado para um T. Ele trabalha muito e ele sente o que está fazendo está certo".[48] Corey Calliet mais uma vez serviu como treinador de Jordan no filme, depois de fazer isso em Creed.[49]
- Lupita Nyong'o como Nakia:
Interesse amoroso de T'Challa e membra secreta das Dora Milaje, as forças especiais femininas de Wakanda que servem como guarda-costas de T'Challa.[44][50][51][52] Nyong'o chamou Nakia de "partida" de sua homenagearia, dizendo que ela "é um cão de guerra. Ela é basicamente uma espiã secreta para a Wakanda. Seu trabalho é sair para o mundo e informar sobre o que está acontecendo".[44] Ela começa o filme lutando por mulheres escravizadas na Nigéria; Nyong'o aprendeu a falar língua hauçá para certas cenas no filme. Ela também treinou judô, jujitsu, silat e artes marciais filipinas.[53]
- Danai Gurira como Okoye:
Líder das Dora Milaje.[50][54][55] Ao lançar Gurira, o diretor Ryan Coogler não viu The Walking Dead, no qual a atriz retrata o personagem popular Michonne, mas, em vez disso, queria que ela fosse pela peça por causa de sua atuação em Mother of George. Gurira disse que as habilidades de luta que ela aprendeu interpretando Michonne complementaram as habilidades de Okoye, mas que "há muitas maneiras de serem extremamente diferentes... Okoye é uma coisa inteira ".[56] Gurira descreveu a Dora Milaje como "mais como um serviço secreto... não é apenas militar", com Okoye, a cabeça da inteligência. Quanto ao comportamento estoico de Okoye, Gurira disse:"Ela pode ser séria, mas também tem um senso de humor inesperado. Ela tem um coração, mas para o seu país e para o seu povo. Ela não é uma pessoa que não se conecta com seres humanos mas com o resultado do que faz ".[55]
- Martin Freeman como Everett K. Ross: Um membro do Centro Conjunto de Combate ao Terrorismo da CIA.[32][43][57] Freeman disse que Ross "tem uma paz incômoda com T'Challa", e que ele "vai em uma jornada estranha, uma jornada esclarecedora para Wakanda".[57]
- Daniel Kaluuya como W'Kabi: Um confidente de T'Challa, que é o chefe de segurança da Tribo da Fronteira, servindo como a primeira linha de defesa da Wakanda.[44][58]
- Letitia Wright como Shuri:
Irmã de T'Challa e princesa de Wakanda, que projeta novas tecnologias para o país. Wright descreveu-a como "um espírito inovador e uma mente inovadora" que "quer levar Wakanda para um novo lugar... e tem um ótimo senso de moda". Wright também sentiu que Shuri era "vibrante" e "refrescante", e era um bom modelo para jovens meninas negras.[59] O produtor executivo Nate Moore chamou Shuri de a pessoa mais inteligente do mundo, mais ainda do que Tony Stark.
- Winston Duke como M'Baku:
Um guerreiro poderoso e implacável que é o líder da tribo da montanha de Wakanda, os Jabari, que estão em protesto contra T'Challa sendo o novo rei. Duke descreve o Jabari como pessoas que "acreditam firmemente que para avançar, você tem que ter uma forte adesão e respeito pelo passado. Então eles têm uma profunda consciência moral" e que M'Baku "se preocupa profundamente com o seu povo... e com o seu país como um todo". M'Baku também é o chefe da minoria religiosa em Wakanda. Elementos de personagem da série de Black Panther (1998-2003) de Christopher Priest, foram adaptados para o filme. O produtor executivo Nate Moore observou que M'Baku não seria referido por seu alter ego de quadrinhos de "Man-Ape" (Homem-Gorila no Brasil), uma vez que havia "muitas implicações raciais que não se sentam bem" ao ter um personagem negro vestir-se como um macaco. Este aspecto do personagem foi, em vez disso, reformulado para que a tribo M'Baku seja o líder do culto aos deuses dos gorilas, com M'Baku ainda vestindo elementos de peles nos braços e pernas e uma placa de peito que sugere o gorila. Moore continuou: "Man-Ape é um personagem problemático por muitas razões, mas a ideia por trás de Man-Ape, pensamos que era realmente fascinante... É uma linha que penso que estamos caminhando, e espero que caminhe com sucesso".[60][61] Para diferenciar ainda mais o Jabari, Duke falou uma versão da língua ibo nigeriana em vez da língua xhosa falada por outros wakandanos.[62]
- Angela Bassett como Ramonda:
A mãe de T'Challa e rainha-mãe de Wakanda.[63] Boseman observou que Ramonda "é uma das conselheiras que T'Challa olharia... para algumas das respostas do que seu pai poderia querer ou poderia fazer. Ela pode não estar exatamente certa o tempo todo, mas ela definitivamente tem ideias ". Calliet também trabalhou como treinador de Bassett, trabalhando com ela antes de começar a filmar e enquanto ela estava no set, criando circuitos de treinamento de intervalos de alta intensidade e ajudando a elaborar sua dieta.
- Forest Whitaker como Zuri:
Um idoso estadista em Wakanda, e o guardião da erva em forma de coração.[44][58] Coogler observou que Zuri era uma figura religiosa e espiritual, e era uma maneira de fazer referência à espiritualidade dentro de Wakanda dos quadrinhos. Ele também acrescentou que Zuri "é um empate maior" para T'Chaka e sentiu que Zuri era "a versão Pantera Negra de Obi-Wan Kenobi".[64] Denzel Whitaker, que não é parente de Forest, interpreta um jovem Zuri.[65]
- Andy Serkis como Ulysses Klaw:
Um traficante de armas no mercado negro, contrabandista e gangster que trabalha na África do Sul. É aliado de Killmonger, que usa um equipamento avançado de mineração de Wakanda como um canhão de armas com disruptores sonoros.[66] Boseman descreveu Klaw como uma ameaça para Wakanda, como um dos poucos estrangeiros a entrar no país e alguém com acesso ao vibranium, comparando-o com Osama bin Laden.[67] Serkis acrescentou que, além de seu desejo do vibranium, Klaw é motivado por uma vingança "pessoal" contra T'Challa e "expor o que ele acha ser a hipocrisia de Wakanda".[68]

Além disso, Florence Kasumba e John Kani retomam seus papéis como Ayo e T'Chaka, respectivamente, de Capitão América: Guerra Civil. Sterling K. Brown é N'Jobu, uma figura do passado de T'Challa, Isaach de Bankolé interpreta o mais velho de uma das maiores tribos de Wakanda, Nabiyah Be foi inicialmente anunciada como a criminosa Tilda Johnson (identidade da vilã Nightshade), mas ao final a atriz brasileira foi creditada como "Linda" (provavelmente porque Gabrielle Dennis interprete Nighshade na segunda temporada de Luke Cage) e Sydelle Noel retrata Xoliswa, membro da Dora Milaje. Atandwa Kani foi escalado para interpretar um T'Chaka mais novo. O co-criador do Pantera Negra, Stan Lee, faz uma aparição não creditada como um jogador de cassino em Busan. Além dele, Sebastian Stan também faz uma aparição não creditada como Bucky Barnes / Soldado Invernal em uma cena pós créditos.

## Produção

### Desenvolvimento
Em junho de 1992, Wesley Snipes anunciou sua intenção de fazer um filme sobre o Pantera Negra, e ele havia começado a trabalhar naquele projeto em agosto. Em julho, Snipes planejou começar The Black Panther depois de estrelar em Demolition Man, e no próximo mês, ele manifestou interesse em fazer sequencias para o filme também. Em janeiro de 1994, Snipes entrou em negociações com a Columbia Pictures para retratar Pantera Negra, e Stan Lee se juntou ao filme em março; com desenvolvimento inicial em maio. Quando o filme não havia progredido em janeiro de 1996, Lee explicou que não estava satisfeito com os scripts do projeto.

Nós temos um campo aberto para personagens de quadrinhos na tela grande e ainda não temos um grande herói de quadrinhos preto na tela. Especialmente o Pantera Negra, que é uma vida tão rica e interessante. É um sonho tornado realidade originar algo que ninguém nunca antes viu.

– O ator Wesley Snipes, que trabalhou nas primeiras iterações de Pantera Negra.
Em julho de 1997, o Black Panther foi listado como parte da ardósia do filme da Marvel Comics, e em março de 1998, a Marvel contratou Joe Quesada e Jimmy Palmiotti para trabalhar nela. Em agosto, problemas corporativos na Marvel colocaram o projeto em espera, enquanto no próximo agosto, o Snipes estava preparado para produzir e, possivelmente, estrelar no filme. Em maio de 2000, a Artisan Entertainment anunciou um acordo com a Marvel para coproduzir, financiar e distribuir um filme baseado no Pantera Negra. Em março de 2002, Snipes disse que planeja fazer o Blade Trinity ou Black Panther em 2003, e reiterou seu interesse cinco meses depois. Em julho de 2004, o diretor da Blade Trinity, David S. Goyer, disse que isso era improvável, já que Snipes estava "tão arraigado com o Blade, que outro herói da Marvel pode ser um exagero".
Em setembro de 2005, o presidente e CEO da Marvel, Avi Arad, anunciou o Black Panther como um dos dez filmes da Marvel que seriam desenvolvidos pela Marvel Studios e distribuídos pela Paramount Pictures. Em junho de 2006, Snipes disse que esperava ter um diretor para o projeto em breve. Em fevereiro de 2007, Kevin Feige, presidente de produção da Marvel Studios, reiterou que o Pantera Negra estava na lousa de desenvolvimento da Marvel. Em julho, John Singleton foi abordado para dirigir o filme. Em março de 2009, a Marvel contratou escritores para ajudar na chegar de formas criativas para lançar suas propriedades menos conhecidas, incluindo Black Panther, com Nate Moore, o chefe do programa de escritores, ajudando a supervisionar o desenvolvimento do filme Black Panther especificamente. Em janeiro de 2011, a Marvel Studios contratou o cineasta Mark Bailey para escrever um roteiro para Black Panther, para ser produzido por Feige. Em outubro de 2013, Feige disse: "Eu não sei quando será exatamente, mas nós certamente temos planos para trazer o Pantera Negra à vida algum dia", observando que o Universo Cinematográfico Marvel já havia introduzido o metal vibranium, que vem da nação do Pantera Negra, Wakanda.
Em outubro de 2014, Feige anunciou que Black Panther seria lançado em 3 de novembro de 2017, com Chadwick Boseman lançado no papel principal. O ator foi definido para retratar o personagem em Capitão América: Guerra Civil, antes de estrelar seu próprio filme. Feige disse que Marvel estava considerando cineastas minoritários para o diretor e escritor, dizendo: "estamos fazendo o que sempre fazemos, que procura os melhores cineastas, os melhores escritores, os melhores diretores possíveis. Então eu não vou dizer com certeza que vamos contratar de qualquer um demográfico, mas estamos encontrando muitas pessoas". Ele acrescentou que o estúdio se reuniu com Reginald Hudlin, ex-escritor do quadrinho do Pantera Negra em meados dos anos 2000. Em janeiro de 2015, Boseman disse que o filme estava passando por uma "fase de brainstorming", explicando: "Eu acho que agora, está passando pelas possibilidades do que ele pode fazer... tentando descobrir o que parece e o que deve sentir-se em certos momentos. Mas apenas passando por [o material], porque sempre há uma diferença de uma história para a próxima de quem ele está — tentando encontrar uma maneira de juntar essas coisas". No mês seguinte, Marvel adiou a data de lançamento para 6 de julho de 2018, enquanto em abril de 2015, Feige declarou que iria se encontrar com os diretores após o lançamento de Vingadores: A Era de Ultron no final do mês.

### Design
Cole chamou o filme de uma oportunidade histórica para descrever um super-herói negro "na época em que os afro-americanos estão afirmando suas identidades ao lidar com a vilipendiação e desumanização". Ele acrescentou que era importante enraizar os temas do filme nas culturas reais da África e que eles estariam trabalhando com especialistas na região da África em que Wakanda deveria estar localizada. Ao elaborar isso, Cole observou que todos os países da África têm "histórias, mitologias e culturas diferentes", o que tentamos fazer foi aprimorar a história, algumas das influências culturais e depois extrapolar nossa tecnologia... queríamos arruiná-lo em realidade primeiro e depois construir a partir daí ". Coogler comparou a raridade do vibranium existente apenas em Wakanda ao mineral coltan que praticamente só pode ser encontrado no Congo. Ele queria que Wakanda se sentisse como um país ao invés de apenas uma cidade com múltiplas tribos, cada uma com suas próprias culturas e criou um projeto bíblico que incluía cada tribo wakandana e suas origens, que guiava o processo de design. Foi tomado um cuidado especial em todos os aspectos do design para criar um visual futurista que não era estranho, como em alguns quadrinhos de Jack Kirby.

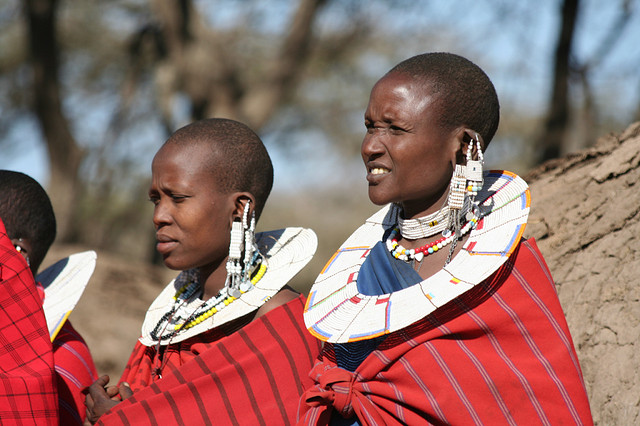
O povo maasai, do Quênia, inspirou cerca de 80% do design da Dora Milaje, as forças especiais femininas de Wakanda

A designer de produção Hannah Beachler queria homenagear os quadrinhos com seus projetos e, em seguida, preencher as lacunas com pesquisas concentradas na África Subsaariana, inspirando-se em Uganda, Ruanda, Burundi, República Democrática do Congo e Etiópia, bem como os desenhos de Zaha Hadid. Moore descreveu essa abordagem como uma carta de amor à África. Beachler analisou a arquitetura das tribos existentes, e então tentou torná-las tecnologicamente avançadas de forma natural, como Wakanda fosse um país africano que não colonizado. Ela disse que essa combinação de antigos e novos era um tema importante em todo o filme, bem como motivos circulares para significar a transmissão de energia. Algumas das áreas antigas exploradas no filme incluem Warrior Falls, a Cidade dos Mortos e o Hall of Kings, que estão justapostos com o estilo afro-punk mais moderno da Cidade Dourada, a capital. Rondavels foram incorporados no topo dos arranha-céus de Wakanda, inspirados pelo olhar das montanhas no Blyde River Canyon na África do Sul. Beachler criou diferentes sigilos e arquitetura para cada uma das tribos wakandanas, com a Tribo da Fronteira inspirada pelo Lesoto, a Tribo Mercante tendo um sigilo baseado na escrita nigeriana e a Tribo Dourada usando um símbolo para o sol encontrado em toda a África. A cidade do Gorila, que abriga a tribo Jabari, foi originalmente colocada numa floresta tropical, mas Coogler sugeriu que fosse encontrada uma montanha de neve. Beachler baseou a forma escrita da língua wakandana durante todo o filme em uma antiga língua nigeriana. Beachler também trabalhou na tecnologia vibranium usada em todo o país, consultando especialistas em mineração e metalurgia. Isso incluiu a mina de vibranium onde a substância é representada como rochas azuis brilhantes, antes de ser refinada no aspecto de aço inoxidável anteriormente visto na MCU. O filme também adapta a tecnologia kimoyo bead dos quadrinhos e possui tecnologia baseada em areia. eachler queria que todos os elementos futuristas do filme fossem consistentes com as projeções sobre o que a tecnologia do mundo real pode ser em 25 ou 30 anos, incluindo a tecnologia maglev e hovercraft usada nos veículos. Os veículos wakandanos retratados no filme incluem um trem maglev para transportar vibranium; o Royal Talon Fighter do rei, que parece uma máscara de cima e de baixo; e o Dragon Flyer, inspirado no Peafowl do Congo.
A figurinista Ruth E. Carter se inspirou nas tribos Maasai, Himba, Dogon, Basoto, Tuaregue, Turkana, Xhosa Zulu, Suri e Dinca em seus projetos para Wakanda. Ela também examinou as obras apropriadas da estilista japonesa Issey Miyake, o estilista francês Yves Saint Laurent e a estilista americana Donna Karen. Winnie Mandela proporcionou inspiração para os trajes que Carter criou para Angela Bassett, enquanto os trajes de Dora Milaje usavam principalmente o vermelho para refletir diferentes culturas africanas e incluíam tabardos com contas que apresentam talismãs para "proteção, bom espírito e boa sorte" e um senso de propriedade, como se o traje pudesse ser transmitido de mãe a filha ". Carter queria, especificamente, evitar a aparência das "meninas em traje de banho" e, em vez disso, as Dora Milaje vestiam armaduras completas que precisariam para a batalha. Anthony Francisco, o ilustrador sênior de desenvolvimento visual, observou que os trajes de Dora Milaje foram baseados em 80% na tribo Maasai, cinco por cento em samurais, cinco por cento em ninjas e cinco por cento no povo Ifugao das Filipinas. Os anéis do braço e do pescoço eram uma referência ao povo do sul de Ndebele, que denota estatura. Como tal, Okoye tem bandas de ouro e anéis para denotar que ela é uma geral, em comparação com a outra Dora Milaje com prata. Os trajes para T'Challa combinaram seu papel como rei e como chefe das forças armadas, incluindo a combinação de uma capa de tecido kente do povo akan com botas militares. Carter também usou cores e padrões distintos para cada uma das tribos de Wakanda, como verde com conchas para a tribo do rio com base em Suris, azul com madeira para a Tribo da Fronteira e preto com roxo real para o Pantera Negra e o Palácio Real. A Tribo Mercante estava vestida de ameixas e púrpuras para os comerciantes em referência aos Tuaregues, e ocre para a Tribo da Mineração, inspirada pelos Himba. Três em cada cinco pessoas em Wakanda andam descalço, o que também influenciou o processo de vestuário. Quando os personagens wakandanos estão em outros países, suas roupas parecem "bastante normais", mas se destinam a ser consistentes com seus respectivos designs wakandanos. Carter criou 700 figurinos para o filme, trabalhando com "um exército" de ilustradores, designers, fabricantes de moldes, tinturarias de tecidos, fabricantes de joias e muito mais. A chefe do departamento de cabelos Camille Friend referiu a arte, tecidos, cabelos e texturas tradicionais africanos, e o movimento natural do cabelo atual em seus projetos. Friend se esforçou para manter o cabelo natural, usando "tranças, locs e torções... extensões, [e] perucas". Tal como acontece com Carter, cada tribo tinha sua própria estética de cabelo identificável, como a tribo Jabari com "linhas muito diretas e limpas" com detalhes de pintura de guerra, inspirados por guerreiros senegaleses.

### Trilha sonora
Ludwig Göransson foi contratado para compor a a trilha sonora do filme em abril de 2017. Göransson viajou para o Senegal e a África do Sul para gravar com músicos locais para formar a "base" de sua trilha sonora. Kendrick Lamar produziu a trilha sonora curada do filme, intitulada Black Panther: The Album, juntamente com o fundador da Top Dawg Entertainment, Anthony Tiffith. Coogler escolheu Lamar para o projeto porque seus "temas artísticos se alinham com aqueles que exploramos no filme". Três singles do álbum foram lançados em janeiro e fevereiro de 2018: "All the Stars", "King's Dead" e "Pray for Me". Black Panther: The Album foi lançado em 9 de fevereiro de 2018, enquanto a trilha sonora de Göransson foi lançada em 16 de fevereiro de 2018. Uma versão extended play intitulada Black Panther: Wakanda Remixed, com remixes de cinco faixas da trilha de Göransson, foi lançada em 16 de agosto de 2018. Göransson trabalhou com vários outros artistas para criar os remixes.
No Brasil, o rapper Emicida gravou uma canção chamada Pantera Negra, composta por ele e Felipe Vassão.
| #  | Titulo                      | Tem   | Compositor                     |
| -- | --------------------------- | ----- | ------------------------------ |
| 01 | Intro Marvel Studios        | 0:52  | Sem Compositor                 |
| 02 | All The Stars               | 03:55 | Kendrick Lamar                 |
| 03 | Wakanda Origins             | 01:44 | Ludwig Goransson               |
| 03 | Royal Talon Fighter         | 04:00 | Ludwig Goransson               |
| 04 | Wakanda                     | 02:20 | Ludwig Goransson               |
| 05 | Pray For Me                 | 03:31 | Kendrick Lamar                 |
| 06 | X - (with 2 Chainz & Saudi) | 04:27 | ScHoolboy Q / 2 Chainz / Saudi |
| 07 | Warrior Falls               | 04:06 | Ludwig Goransson               |
| 08 | The Jabari                  | 01:08 | Ludwig Goransson               |
| 09 | Waterfall Fight             | 04:03 | Ludwig Goransson               |
| 10 | King's Dead                 | 03:46 | Kendrick Lamar                 |
| 11 | Redemption Interlude        | 01:25 | Kendrick Lamar                 |
| 12 | Redemption                  | 03:42 | Kendrick Lamar                 |
| 13 | Killmonger                  | 02:55 | Ludwig Goransson               |
| 14 | Phambili                    | 02:31 | Ludwig Goransson               |
| 15 | Casino Brawl                | 03:32 | Ludwig Goransson               |
| 16 | Big Shot                    | 03:41 | Kendrick Lamar                 |
| 17 | Bloody Waters               | 04:32 | Kendrick Lamar                 |
| 18 | Opps - (with Yugen Blakrok) | 03:00 | Kendrick Lamar                 |
| 19 | Questioning Klaue           | 03:52 | Ludwig Goransson               |
| 20 | Paramedic                   | 03:39 | Ludwig Goransson               |
| 21 | Burn It All                 | 03:24 | Ludwig Goransson               |
| 22 | Outsider                    | 02:07 | Ludwig Goransson               |
| 23 | Wake Up T'Challa            | 06:08 | Ludwig Goransson               |
| 24 | Killmonger vs T'Challa      | 03:30 | Ludwig Goransson               |
| 25 | Loyal To The Throne         | 01:35 | Ludwig Goransson               |
| 26 | Glory To Bast               | 06:06 | Ludwig Goransson               |
| 27 | A New Day                   | 01:47 | Ludwig Goransson               |
| 28 | Spacership Bugatti          | 01:23 | Ludwig Goransson               |
| 29 | United Nations / End Titles | 07:32 | Ludwig Goransson               |
| 30 | A King's Sunset             | 04:28 | Ludwig Goransson               |
| 31 | I Am                        | 03:28 | Jorja Smith                    |

## Recepção

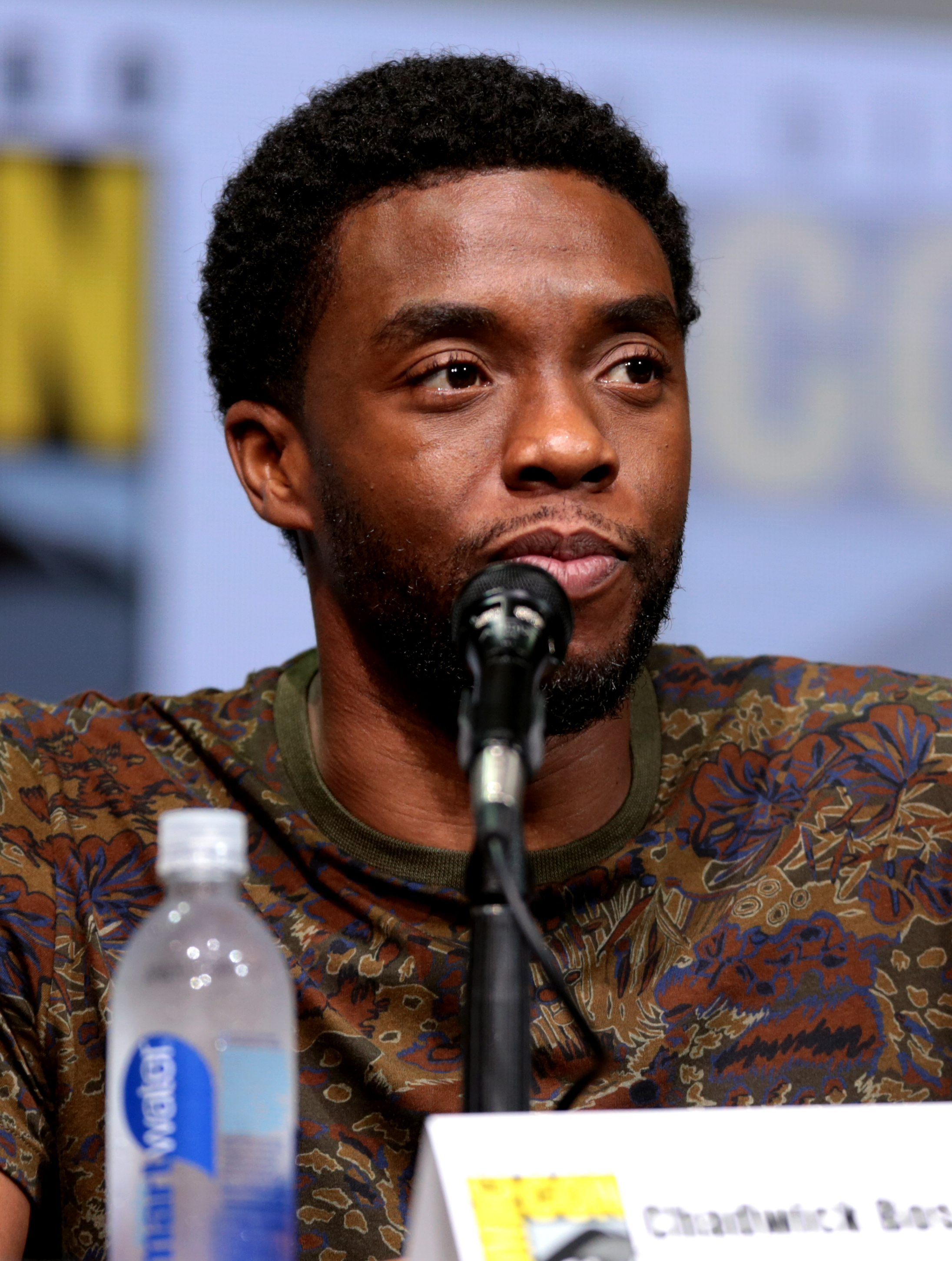
Chadwick Boseman, ator que fez o personagem protagonista de Pantera Negra, na Comic-Con de San Diego, Califórnia em 2017

### Bilheteria
Até o dia 9 de agosto de 2018, Black Panther arrecadou US$ 700,1 milhões nos Estados Unidos e Canadá e US$ 646,9 milhões em outros territórios, totalizando US$ 1,3 bilhão.

#### Registros de bilhetes pré-venda
Em dezembro de 2017, uma pesquisa do Fandango indicou que Black Panther foi o segundo filme mais esperado de 2018, atrás de Avengers: Infinity War. Fandango informou que suas primeiras 24 horas de pré-venda de ingressos para o filme foram as maiores de sempre para um filme da Marvel, superando o Captain America: Civil War. Duas semanas antes de seu lançamento, Fandango anunciou que o filme superou todos os filmes de super-heróis anteriores no mesmo ponto no ciclo de vendas, quebrando o recorde anteriormente ocupado por Batman v Superman: Dawn of Justice. Além disso, Black Panther teve o maior número de pré-vendas de ingressos para qualquer filme de super-heróis no Alamo Drafthouse Cinema, após 18 dias de vendas. Isso foi mais do que Guardians of the Galaxy Vol. 2, o filme mais próximo, que tinha apenas 72% das vendas de ingressos de Black Panther. AMC Theatres também revelou que o filme estava vendendo todos os filmes anteriores da Marvel, com fortes vendas em áreas urbanas e suburbanas.
Quatro dias antes da abertura dos Estados Unidos, o CEO da IMAX Entertainment, Greg Foster, revelou que Black Panther tinha as vendas de ingressos IMAX mais avançadas de qualquer filme da Marvel. Ele acrescentou que não parece que a venda de ingressos chegou ao auge, afirmando que um filme geralmente atinge o auge 10 dias antes de ser aberto, mas Black Panther "parece que vai chegar ao pico no dia em que for aberto". Atom Tickets também revelou fortes pré-vendas para o filme. Em 15 de fevereiro de 2017, Fandango anunciou que o filme tinha a quarta maior pré-venda de ingressos vendidos, atrás de Star Wars: The Force Awakens, Star Wars: The Last Jedi e Rogue One: A Star Wars Story. Ele também se tornou o principal pré-lançamento de um filme de super-heróis, batendo Captain America: Civil War e Batman v Superman: Dawn of Justice, por um filme lançado em fevereiro, derrotando Deadpool, bem como pelo primeiro trimestre do ano, batendo The Hunger Games e Beauty and the Beast.

#### Estados Unidos e Canadá
Black Panther arrecadou US$ 700,1 milhões nos Estados Unidos e Canadá, sendo o título mais rentável do ano no mercado doméstico. É a sexta maior abertura interna de todos os tempos somando US$ 202 milhões. Com US$ 242,1 milhões nos quatro primeiros dias de exibição nos Estados Unidos e Canadá, foi a terceira maior abertura da história atrás apenas de Star Wars: The Force Awakens, que atingira US$ 288 milhões em 2015, e Avengers: Infinity War, que registrou US$ 282,4 milhões em 2018. Detém também o título de maior arrecadação doméstica de um filme de origem de super-herói, superando Wonder Woman, de 2017, Spider-Man, de 2002, e Deadpool, de 2016. Mantém a maior bilheteria interna de um filme do gênero. É a produção de maior êxito no mercado interno do Universo Cinematográfico Marvel. Mantém a terceira posição entre as maiores bilheterias da história nos Estados Unidos e Canadá, atrás de Star Wars: The Force Awakens e Avatar. Black Panther também conquistou o título de maior estreia da história de um diretor afro-americano, bem como a maior de um filme estrelado predominantemente por atores negros. Os US$ 370,5 milhões ganhos em todo o mundo no primeiro final de semana foi um dos quinze maiores de todos os tempos. Outros recordes incluem a maior bilheteria de estreia em um fim de semana no mês de fevereiro com US$ 202 milhões, a maior abertura em um fim de semana durante o inverno, a segunda melhor abertura do Universo Cinematográfico Marvel, a maior abertura durante os quatro dias do feriado de Presidents' Day com US$ 242,1 milhões e a maior bilheteria em uma segunda-feira no fim de semana de estreia com US$ 40,1 milhões.

#### Exterior
Totalizou US$ 646,9 milhões em outros territórios, tornando-se a maior bilheteria de 2018. Mantém a décima sexta posição no primeiro fim de semana de abertura em todo o mundo com US$ 371,4 milhões, sendo o quarto filme de maior arrecadação mundial da história do Universo Cinematográfico Marvel, posição que também sustenta no gênero super-herói. Foi a maior estreia em fevereiro da história no Brasil, onde arrecadou US$ 9,5 milhões. Em seu segundo fim de semana, o filme ganhou US$ 54,6 milhões em todo o mundo com exibições no formato IMAX, sendo a mais rápida produção da Marvel a atingir a marca de US$ 50 milhões. Em seu quarto fim de semana, Black Panther ultrapassou US$ 1 bilhão, sendo o quinto filme do Universo Cinematográfico Marvel a passar o número depois de Marvel's The Avengers, Iron Man 3, Avengers: Age of Ultron e Captain America: Civil War. Foi também o décimo sexto título da Walt Disney Studios e o trigésimo terceiro filme a alcançar tal marca. Em março de 2018, cinco semanas após o lançamento do filme, o Deadline estimou que o lucro líquido do filme seria de US$ 461 milhões, respondendo por orçamentos de produção, P & A, participação de talentos e outros custos, com bilheteria e receitas secundárias.

### Crítica
Black Panther foi aclamado pela crítica especializada, destacando-se as performances do elenco, personagens, figurino, visual, sequências de ação, trilha sonora, roteiro e direção. Os críticos o consideraram como um dos melhores filmes estabelecidos no Universo Cinematográfico Marvel, apontando seu significado cultural devido a um afro-americano liderar uma produção da Marvel Studios, além de um elenco composto majoritariamente por atores negros. No site agregador de críticas Rotten Tomatoes, possui uma avaliação de 97%, nota que o coloca como o maior filme do gênero, superando The Dark Knight e Iron Man, ambos de 2008, que acumulam 94%. O Metacritic, que usa uma média ponderada, atribuiu ao filme uma pontuação de 88/100 com base em 55 críticos, indicando "aclamação universal". O público pesquisado pelo CinemaScore deu ao filme uma nota média "A+" em uma escala de "A+" a "F", fazendo de Black Panther o segundo filme de super-herói em live-action a receber essa nota depois de The Avengers (2012) da Marvel.
O filme foi considerado por diversos críticos de cinema como um dos melhores filmes da Marvel, um dos melhores filmes de origem da Marvel, um dos melhores filmes de super-heróis do século e uma "resposta refrescante ao mundo cada vez mais obsoleto de cinema de super-heróis". Peter Travers, da Rolling Stone, chamou-o de diferente de qualquer outro filme da Marvel: "um triunfo emocionante em todos os níveis, desde escrita, direção, atuação, design de produção, figurinos, música, efeitos especiais, entre outros". Jamelle Bouie colocou o filme na mesma categoria de Superman (1978), Homem-Aranha 2 (2004) e The Dark Knight (2008), que designa filmes de super-heróis que não "transcendem o gênero tanto quanto o abraçam em todos os seus aspectos"; Bouie concluiu: "Black Panther poderia ter sido apenas mais uma brincadeira da Marvel [mas] Coogler e companhia tinham o poder, e talvez a responsabilidade, de fazer muito mais. E eles fizeram". O elenco do filme também foi bastante aclamado; Todd McCarthy do The Hollywood Reporter afirmou que Boseman "certamente se garante no papel principal, mas também existem alguns coadjuvantes carismáticos", se referindo a Jordan, Nyong'o e Wright.

#### Representação negra
Discutindo por que o filme foi um momento decisivo para a América negra na revista The New York Times, Carvell Wallace disse que, em contraste com os filmes anteriores de super-heróis negros, Black Panther especificamente tem como propósito a sua negritude. Wallace também comentou sobre como o filme se enquadra na ideia maior do afrofuturismo, particularmente em sua apresentação de Wakanda. O filme foi bem recebido em países africanos como Quênia e Nigéria, espectadores desses países entrevistados pela Agence France-Presse elogiaram o figurino, a trilha sonora e os sotaques.

## Sequência
Com o lançamento de Black Panther, Feige disse que "Pantera existe há mais de meio século nos quadrinhos e há muitas histórias para serem contadas" e que ele queria que Coogler voltasse para dirigir uma sequência. Coogler acrescentou que queria ver como T'Challa cresceria como um monarca nos futuros filmes, já que seu reinado só começou recentemente no Universo Cinematográfico da Marvel, enquanto nos quadrinhos ele era rei desde a infância.
Em março de 2018, Feige acrescentou que não havia "nada específico para revelar" em termos de uma sequência, mas que havia "ideias e uma direção bastante sólida na qual queremos seguir com o segundo longa".